# Liga de las Américas 2009-10
La Liga de las Américas 2009-10 fue la tercera edición del torneo, siendo el primero de clubes de baloncesto que abarca a todo el continente americano. Se jugó entre 2009 y 2010 en 4 sedes fijas (Argentina, México, Panamá y Venezuela) con un total de 16 equipos participantes.

## Formato
El formato del torneo para esta edición fue el mismo que el de la Liga de las Américas 2008-09, y se siguió disputando entre 16 equipos, divididos en 4 grupos. Cada equipo jugó un partido contra cada uno de sus 3 rivales en el grupo. Los primeros de cada uno de esos grupos accedieron al "Final Four", de donde se obtuvo al campeón de la competencia.

## Plazas
| - México: 4 equipos. - Panamá: 1 equipo. - Puerto Rico: 1 equipo. |  | - Argentina: 4 equipos. - Brasil: 4 equipos. - Uruguay:1 equipo. - Venezuela:1 equipo. |

## Grupos
| Grupo A           | Grupo B                 | Grupo C            | Grupo D                  |
| ----------------- | ----------------------- | ------------------ | ------------------------ |
| Atenas de Córdoba | Capitanes de Arecibo    | Halcones UV Xalapa | Halcones UV Córdoba      |
| Minas Tenis Clube | Espartanos de Margarita | Joinville          | Navieros de Colón        |
| Quimsa            | Flamengo                | Malvín             | Peñarol de Mar del Plata |
| Soles de Mexicali | Halcones Rojos Veracruz | Obras Sanitarias   | Brasília                 |

## Ronda preliminar

### Grupo A
| Pos. | Equipo            | Pts | PJ | PG | PP | PF  | PC  | Dif |
| ---- | ----------------- | --- | -- | -- | -- | --- | --- | --- |
| 1.   | Quimsa x          | 6   | 3  | 3  | 0  | 234 | 214 | 20  |
| 2.   | Atenas de Córdoba | 5   | 3  | 2  | 1  | 271 | 234 | 37  |
| 3.   | Soles de Mexicali | 4   | 3  | 1  | 2  | 228 | 252 | -24 |
| 4.   | Minas Tenis Clube | 3   | 3  | 0  | 3  | 246 | 279 | -33 |

- (x) -  Calificado al Final Four.

| Fecha                  | Hora² | Partido¹          | Partido¹ | Partido¹          |
| ---------------------- | ----- | ----------------- | -------- | ----------------- |
| 6 de diciembre de 2009 | 20:00 | Minas Tenis Clube | 75 - 82  | Quimsa            |
| 6 de diciembre de 2009 | 22:10 | Atenas de Córdoba | 89 - 74  | Soles de Mexicali |
| 7 de diciembre de 2009 | 20:00 | Soles de Mexicali | 87 - 86  | Minas Tenis Clube |
| 7 de diciembre de 2009 | 22:10 | Quimsa            | 75 - 72  | Atenas de Córdoba |
| 8 de diciembre de 2009 | 20:00 | Quimsa            | 77 - 67  | Soles de Mexicali |
| 8 de diciembre de 2009 | 22:10 | Atenas de Córdoba | 110 - 85 | Minas Tenis Clube |

- (¹) -  Todos en el Estadio Polideportivo Municipal Carlos Cerutti, Córdoba, Argentina.
- (²) -  Hora local de Córdoba. (UTC -3).

### Grupo B
| Pos. | Equipo                    | Pts | PJ | PG | PP | PF  | PC  | Dif |
| ---- | ------------------------- | --- | -- | -- | -- | --- | --- | --- |
| 1.   | Espartanos de Margarita x | 5   | 3  | 2  | 1  | 265 | 271 | -6  |
| 2.   | Halcones Rojos Veracruz   | 5   | 3  | 2  | 1  | 273 | 266 | 7   |
| 3.   | Flamengo                  | 4   | 3  | 1  | 2  | 223 | 219 | 4   |
| 4.   | Capitanes de Arecibo      | 4   | 3  | 1  | 2  | 247 | 252 | -5  |

- (x) -  Calificado al Final Four.

| Fecha                   | Hora² | Partido¹                | Partido¹  | Partido¹                |
| ----------------------- | ----- | ----------------------- | --------- | ----------------------- |
| 14 de diciembre de 2009 | 18:30 | Flamengo                | 81 - 66   | Capitanes de Arecibo    |
| 14 de diciembre de 2009 | 20:40 | Espartanos de Margarita | 109 - 105 | Halcones Rojos Veracruz |
| 15 de diciembre de 2009 | 18:30 | Halcones Rojos Veracruz | 76 - 73   | Flamengo                |
| 15 de diciembre de 2009 | 20:40 | Capitanes de Arecibo    | 97 - 79   | Espartanos de Margarita |
| 16 de diciembre de 2009 | 18:30 | Capitanes de Arecibo    | 84 - 92   | Halcones Rojos Veracruz |
| 16 de diciembre de 2009 | 20:40 | Espartanos de Margarita | 77 - 69   | Flamengo                |

- (¹) -  Todos en el Gimnasio Ciudad de La Asunción, Isla de Margarita, Venezuela.
- (²) -  Hora local de Isla de Margarita. (UTC -4:30).

### Grupo C
| Pos. | Equipo               | Pts | PJ | PG | PP | PF  | PC  | Dif |
| ---- | -------------------- | --- | -- | -- | -- | --- | --- | --- |
| 1.   | Halcones UV Xalapa x | 6   | 3  | 3  | 0  | 290 | 216 | 74  |
| 2.   | Obras Sanitarias     | 5   | 3  | 2  | 1  | 245 | 259 | -14 |
| 3.   | Joinville            | 4   | 3  | 1  | 2  | 241 | 260 | -19 |
| 4.   | Malvín               | 3   | 3  | 0  | 3  | 245 | 286 | -41 |

- (x) -  Calificado al Final Four.

| Fecha               | Hora² | Partido¹           | Partido¹ | Partido¹           |
| ------------------- | ----- | ------------------ | -------- | ------------------ |
| 13 de enero de 2010 | 18:00 | Obras Sanitarias   | 72 - 71  | Joinville          |
| 13 de enero de 2010 | 20:10 | Halcones UV Xalapa | 93 - 66  | Malvín             |
| 14 de enero de 2010 | 18:00 | Malvín             | 91 - 95  | Obras Sanitarias   |
| 14 de enero de 2010 | 20:10 | Joinville          | 72 - 100 | Halcones UV Xalapa |
| 15 de enero de 2010 | 18:00 | Joinville          | 98 - 88  | Malvín             |
| 15 de enero de 2010 | 20:10 | Halcones UV Xalapa | 97 - 78  | Obras Sanitarias   |

- (¹) -  Todos en el Gimnasio de la USBI, Xalapa, México.
- (²) -  Hora local de Xalapa. (UTC -6).

### Grupo D
| Pos. | Equipo                     | Pts | PJ | PG | PP | PF  | PC  | Dif |
| ---- | -------------------------- | --- | -- | -- | -- | --- | --- | --- |
| 1.   | Peñarol de Mar del Plata x | 6   | 3  | 3  | 0  | 249 | 195 | 54  |
| 2.   | Brasília                   | 5   | 3  | 2  | 1  | 255 | 245 | 10  |
| 3.   | Halcones UV Córdoba        | 4   | 3  | 1  | 2  | 237 | 227 | 10  |
| 4.   | Navieros de Colón          | 3   | 3  | 0  | 3  | 194 | 268 | -74 |

- (x) -  Calificado al Final Four.

| Fecha               | Hora² | Partido¹                 | Partido¹ | Partido¹                 |
| ------------------- | ----- | ------------------------ | -------- | ------------------------ |
| 22 de enero de 2010 | 19:00 | Peñarol de Mar del Plata | 73 - 70  | Brasília                 |
| 22 de enero de 2010 | 21:10 | Navieros de Colón        | 58 - 76  | Halcones UV Córdoba      |
| 23 de enero de 2010 | 17:00 | Halcones UV Córdoba      | 63 - 70  | Peñarol de Mar del Plata |
| 23 de enero de 2010 | 19:10 | Brasília                 | 86 - 74  | Navieros de Colón        |
| 24 de enero de 2010 | 17:00 | Brasília                 | 99 - 98  | Halcones UV Córdoba      |
| 24 de enero de 2010 | 19:10 | Navieros de Colón        | 62 - 106 | Peñarol de Mar del Plata |

- (¹) -  Todos en la Arena Roberto Durán, Ciudad de Panamá, Panamá.
- (²) -  Hora local de Ciudad de Panamá. (UTC -5).

## Final Four
Esta etapa final concentró a los ganadores de los 4 grupos que integraron esta edición del torneo. La sede donde se llevó a cabo el Final Four fue escogida entre las sedes de los 4 equipos finalistas. Tras un período de licitación, finalmente fue la ciudad de Mar del Plata, Argentina la seleccionada como sede del Final Four de la Liga de las Américas. 

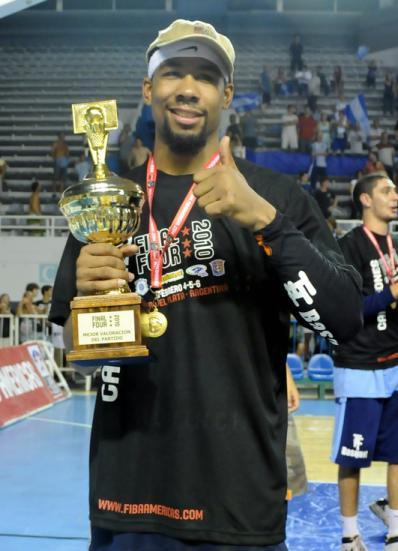
Kyle Lamonte, el MVP del torneo.

El campeón de esta edición fue el Peñarol de Mar del Plata de Argentina (primer bicampeón de este torneo), que ganó sus tres partidos en esta instancia.
El MVP del Final Four fue Kyle Lamonte, de Peñarol, quien en el cotejo final ante Halcones UV Xalapa convirtió 39 puntos, tomó 7 rebotes y dio 2 asistencias.
| Pos. | Equipo                   | Pts | PJ | PG | PP | PF  | PC  | Dif |
| ---- | ------------------------ | --- | -- | -- | -- | --- | --- | --- |
| 1.   | Peñarol de Mar del Plata | 6   | 3  | 3  | 0  | 272 | 222 | 50  |
| 2.   | Espartanos de Margarita  | 4   | 3  | 1  | 2  | 222 | 236 | -14 |
| 3.   | Halcones UV Xalapa       | 4   | 3  | 1  | 2  | 272 | 272 | 0   |
| 4.   | Quimsa                   | 4   | 3  | 1  | 2  | 221 | 257 | -36 |

| Fecha                | Hora² | Partido¹                 | Partido¹ | Partido¹                 |
| -------------------- | ----- | ------------------------ | -------- | ------------------------ |
| 4 de febrero de 2010 | 20:30 | Halcones UV Xalapa       | 99 - 101 | Quimsa                   |
| 4 de febrero de 2010 | 22:40 | Peñarol de Mar del Plata | 92 - 73  | Espartanos de Margarita  |
| 5 de febrero de 2010 | 20:00 | Espartanos de Margarita  | 78 - 82  | Halcones UV Xalapa       |
| 5 de febrero de 2010 | 22:00 | Quimsa                   | 58 - 87  | Peñarol de Mar del Plata |
| 6 de febrero de 2010 | 20:00 | Quimsa                   | 62 - 71  | Espartanos de Margarita  |
| 6 de febrero de 2010 | 22:00 | Peñarol de Mar del Plata | 93 - 91  | Halcones UV Xalapa       |

- (¹) -  Todos en el Estadio Polideportivo Islas Malvinas, Mar del Plata, Argentina.
- (²) -  Hora local de Mar del Plata. (UTC -3).

Peñarol de Mar del Plata

Campeón

Segundo título

## Líderes individuales
A continuación se muestran los líderes individuales de la Liga de las Américas 2009-10:
| Categoría         | Jugador                              | Equipo                                     | Media  | Partidos | Total       |
| ----------------- | ------------------------------------ | ------------------------------------------ | ------ | -------- | ----------- |
| Puntos            | Leandro García Morales Héctor Romero | Halcones UV Xalapa Espartanos de Margarita | 20.5   | 6        | 123         |
| Rebotes           | Martín Leiva                         | Peñarol de Mar del Plata                   | 10.8   | 6        | 65          |
| Asistencias       | Pablo Sebastián Rodríguez            | Peñarol de Mar del Plata                   | 4.0    | 6        | 24          |
| Tapones           | Jeff Aubry                           | Capitanes de Arecibo                       | 2.7    | 3        | 8           |
| Robos             | Leandro García Morales               | Halcones UV Xalapa                         | 2.8    | 6        | 17          |
| % de tiros libres | Julio Mazzaro DeJuan Wheat           | Quimsa Soles de Mexicali                   | 100.0% | 6 3      | 26/26 12/12 |
| % de tiros de 3   | Miguel Ayala                         | Halcones Rojos Veracruz                    | 58.3%  | 3        | 7/12        |
| Tiros libres      | Héctor Romero                        | Espartanos de Margarita                    | 8.0    | 6        | 48          |
| Tiros de 3        | Pablo Sebastián Rodríguez            | Peñarol de Mar del Plata                   | 3.7    | 6        | 22          |